# Rio São João (Paraná)
O 'rio São João' é um rio brasileiro que banha o município de Prudentópolis no estado do Paraná. Na confluência do Rio São João com o Rio dos Patos, nasce o Rio Ivaí.